# Хенцинський Чеслав Іванович
Хенцинський Чеслав Іванович (6 (18) березня 1851, Варшава — 24 травня (6 червня) 1916, Одеса) — патологоанатом, мікробіолог, епідеміолог. Родом з Варшави, працював в Одесі.
Закінчив 1876 року медичний факультет Варшавського університету, був учнем Влодзімежа Бродовського. З 1877 по 1892 роки працював в Одесі лікарем госпіталю, потім прозектором міської лікарні, доцентом кафедри патологічної анатомії медичного факультету Одеського медичного університету. Одночасно викладав патологічну анатомію в зуболікарській школі. 1889 року захистив дисертацію на науковий ступінь доктора медицини про збудника малярії, тоді ж йому присвоїли вчене звання професора. Хенцинський розробив оригінальний метод подвійного фарбування клітин крові та кров'яних паразитів, що дозволяв виявляти паразитів крові, зокрема збудників малярії. Надалі метод був розвинений Дмитром Романовським і Густавом Гімзою, оформлений як фарбування за Романовським—Гімзою.
Наукові праці в галузі загальної патології, мікробіології та епідеміології, зокрема чуми й малярії, боротьбі з ними в Одесі.